# Paul Elwood
Paul Iserman Elwood est un compositeur américain de musique contemporaine, et joueur de banjo, originaire du Kansas.
La musique de Paul Elwood est empreinte de sa connaissance des racines folk, en tant que maître du banjo à cinq cordes, et de sa voix, qu'il utilise dans ses compositions en expert de la syntaxe de l'écriture contemporaine. Il évolue aussi bien dans le domaine des musiques improvisées que dans le bluegrass, ou le jazz.
Il a obtenu un Bachelor of Music Education (B.M.E.) à l'Université de Wichita au Kansas, un Master of Music (M.M.) en composition à la Southern Methodist University de University Park au Texas, et un doctorat (Ph. D.) à l'Université de Buffalo. Il a enseigné la composition, la théorie musicale et le solfège au Brevard College à Brevard (Caroline du Nord). Il est maintenant Professeur de composition à l'University of Northern Colorado de Greeley.

## En tant que compositeur
La musique de Paul Elwood se distingue par sa fantaisie et ses "effets fascinants". Des pièces théâtrales telles que Edgard Varese in the Gobi Desert pour percussions et danseurs de claquettes avec velcro, jusqu'au néo-mystique A Vast Ocean of Promise pour basson et orchestre de chambre, sa musique explore un univers coloré qui attire une grande variété d'auditeurs. Il compose généralement pour des orchestres de chambre, mais il travaille aussi pour de plus grands ensembles, parfois en intégrant des effets électroniques.
À l'automne 1998, il obtient le titre de compositeur de l'American Academy in Rome en tant qu'invité pour les régions du Sud. D'autres résidences d'artistes lui ont été décernées pour son travail : la Helene Wurlitzer Foundation of New Mexico à Taos, la MacDowell Colony à Peterborough (New Hampshire), le Djerassi Artist Residency Program, la Ucross Foundation (en) (Wyoming), The Camargo Foundation à Cassis (France), la Fundación Valparaíso à Mojácar (Espagne), et le Harwood Museum of Art de Taos.
Ses compositions ont été jouées par les orchestres symphoniques de Charleston (Caroline du Sud), de Wichita (Kansas), par le Callithumpian Consort du conservatoire de la Nouvelle-Angleterre, le quartet mexicain de persussions Tambuco, les joueurs de Pipa Min Xiao-Fen et Gao Hong. En 2000 il reçoit un Inter-American Music Award pour son œuvre Vigils for solo piano, récompense attribuée par la société philanthropique de musique Sigma Alpha Iota (en).

## En tant que banjoïste
Paul Elwood utilise dans ses compositions sa connaissance du répertoire folklorique américain. Il se produit en tant que banjoïste aux États-Unis et dans de nombreuses villes à l'étranger lors de festivals (Darmstadt international summer courses for new music, Mexico foro international new music festival, Moscou cold alternativa festival of new american music, Festival Nuits d'Hiver à Marseille). Il joue avec le guitariste américain Eugene Chadbourne, le violoncelliste Hank Roberts (en), et le compositeur de bluegrass John Hartford. En France, il travaille avec le saxophoniste Raphaël Imbert au sein de la Compagnie Nine Spirit, avec laquelle il a monté le projet Banjo Jazz & Free Bluegrass ! (avec Pierre Fenichel à la contrebasse et Marion Rampal au chant et à l’harmonium).
Il remporte en 1986 le concours du Kansas State Banjo Championship pour ses performances en musique bluegrass.

## Œuvres
Pour musique de chambre :
- 1984 : Snow Falls Ceaselessly, pour flûte, violoncelle, percussions, piano, et spectateurs.
- 1985 : Upon Waking in the Rear Harbor : brass quintet et percussion solo.
- 1985 : Verbum Salutis, flûte, clarinette basse, violoncelle, percussion, et signature d'un texte.
- 1987 : Pilot Jack Knight Aviator, pour flûte, clarinette basse, piano, percussions.
- 1988 : Usher, sonorisation en live du film La Chute de la maison Usher (1928).
- 1989 : Blue Prairie, yodel avec flûte, clarinette basse, piano, violon et violoncelle.
- 1990 : The Eternal Birth of Venus, harpe solo.
- 1990 : Entre irse y quedarse, flûte, clarinette basse, piano, violon et violoncelle.
- 1991 : Big Sky, pour clarinette basse, piano, percussions et violon.
- 1993 : Along the Mystic Thruway, pour flûte, piano et violoncelle.
- 1995 : The Vault of Heaven, The Crystal Sea, violoncelle, flûte, clarinette, percussion, piano, violon.
- 1996 : Southern Harmony, pour clarinette, percussions et piano.
- 1996 : Air, pour piano et percussions.
- 1997 : A Landscape of Dreams, pour quartet à cordes.
- 1998 : Altars Altered, pour flûte, flûte alto et piano.
- 1998 : After the Deluge, pour deux clariniettes, piano et percussions.
- 1998 : Two Extremities, pour soprano, piano, banjo à cinq cordes avec archet, flûte, violon, et verres de vin.
- 1999 : A Vast Ocean of Promise, basson, flûte, clarinette, piano, deux violons, alto, et banjo.
- 2000 : Circo de Montes, Teatro de Las Nubes, flûte, clarinette basse, violon et violoncelle.
- 2000 : The Golden Road (To Unlimited Devotion), pipa, banjo à cinq cordes, piano.
- 2001 : Stanley Kubrick's Mountain Home, pour soprano, flûte, clarinette, piano, violon, violoncelle, bluegrass band (fiddle, banjo, mandoline, etc.)
- 2002 : Road of Darkness, Distant Moon, contrebasse, flûte piccolo, percussions, banjo à cinq cordes.
- 2003 : Albrecht Dürer 2: Melancholia I, pour saxophone alto, guitare et percussions.
- 2008 : The Eternal Sky, flûte et piano.
- 2009 : Capricious Apparitions pour 2 altos et banjo avec archet (2009)

Pour orchestre :
- 1983 : Return to the Circling Winds.
- 1985 : Distances (Wichita Symphony Orchestra).
- 1987 : Jack Pie Johnson Meets the Toothpaste Monster, orchestre avec récitant.
- 1996 : In the Zone, banjo solo avec orchestre à cordes, percussion et piano.
- 2007 : Over Looking Glass Falls (The North Carolina Symphony).

 Pour percussions :
- 1983 : Edgar Varese in the Gobi Desert, ensemble de percussions, harpe, claquettes à velcro.
- 1984 : Under the Evening Moon, pour cinq percussionnistes, quartet à cordes, claviers, et danseur de clogging.
- 1987 : The Air-Conditioned Nightmare, pour fanfare et percussions.
- 1989 : Les fleuves du printemps, cinq percussions, clavier, harpe, douche amplifiée et chœur de spectateurs.
- 1989 : The Void Beneath the Coffee Table, pour banjo à cinq cordes, percussions, claviers et harpe.
- 1990 : Ring of Fire, percussions, musiciens amateurs, et chorégraphie.
- 1992 : Glass Horizon, harpe solo, cinq percussions et piano.
- 1994 : The Perfumed and Blue Abyss, marimba solo.
- 1995 : The Eternal West, percussion solo.
- 1995 :  L'étude des astres, percussion solo.
- 1996 : A Bowl of Light, pour quatre percussions.
- 1997 : Celestial Forests, pour deux percussions.
- 1997 : Dark Wood, caisse claire solo, pieds, voix (un seul joueur).
- 2003 : The Inevitable Descent of Heaven, glockenspiel solo, métaux, et ventilateurs électriques.
- 2005 : Le Splendide-Hôtel et le chaos des glaces, pour cloches solo.
- 2007 : Well, Maybe I Did, vibraphone, trois marimbas, batterie.

Pour piano : 
- 1990 : Rising from Unspeakable Plains, piano solo.
- 1993 : Oceano, 1936, piano solo.
- 1994 : Aeolian Squalls (for Myles Crawford), piano et claquettes à velcro.
- 1998 : Le repos éclairé, piano solo.
- 1998 : Vigils, piano solo.
- 2000 : Ten Etudes from Shadow Red with Sun, piano solo.
- 2002 : Albrecht Dürer 1: St. Jerome in His Cell, pour deux pianos.
- 2004 : Bridges, piano solo.
- 2004 : Etudes 2004, piano solo.
- 2004 : Shadow Red with Sun, concerto pour piano et ensemble à vents en trois mouvements.

Pour voix ou chœurs :
- 2005 : Hymn, pour quartet vocal et piano.
- 2005 : In the Middle.
- 2005 : Jewish Poets of Arabic Spain (10th & 13th centuries) with Chinese Poets Piping Out of the Clouds (And Once an Irishman), soprano et piano.
- 2005 : Song without Forgiveness, soprano et piano.
- 2006 : The Silence Is My Own, voix et piano.

Pour cordes :
- 1986 : Passing Things (Doppler Shifts), violon solo
- 1986 : Quadralogue, quartet.
- 1992 : Candle of the Sale, quartet.
- 1992 : Disbanded Horizons, quartet.

Pour vents :
- 1983 : Echoes, clarinette basse.
- 1991 : Four Directions, flûtiste avec semelles velcro.
- 2008 : Did It Make Any Difference?, hautbois et basson.
- 2008 : La planète Terre (elle a bonne réputation), pour hautbois et bugle.

Pour instruments électroniques :
- 1984 : On the Existence of Angels
- 1989 : Saint Joan
- 1999 : Meadows of Flame, clavier MIDI et piano solo.
- 2007 : A Footbridge over the Abyss, banjo avec archet, bol chantant avec archet, électroniques.
- 2008 : I Asked If It Made Any Difference, piano et sampler.
- 2008 : Un cielo de ecos

Pour banjo :
- 1993 : Four/Eight
- 1993 : Irish Wake for John Cage
- 1998 : Funeral Music (On the Death of a Chinese President)
- 2001 : Among Vanished Aviators
- 2004 : John Hartford's Cadillac
- 2006 : Border Radio X